# Marcelle Bidault
Pour les articles homonymes, voir Bidault.
Paule Marcelle Bidault aussi connue comme Paule Marcelle Elizabeth Bidault ou Agnès Bidault, née le 30 mai 1901 à Moulins dans l'Allier et morte le 22 décembre 1976 à Rueil-Malmaison dans les Hauts-de-Seine, est une résistante française, membre du Mouvement Combat.
Elle sera chargée par le général de Gaulle en 1945 de l'accueil des déportés à l'hôtel Lutetia avec Denise Mantoux et Sabine Zlatin. Elle s'occupe également du service social du Mouvement de Libération Nationale et de la colonie des « enfants d'Izieu » pendant la Seconde Guerre mondiale avec Sabine Zlatin. Elle est la sœur de l'homme politique Georges Bidault.

## Biographie
Marcelle Bidault est née le 30 mai 1901 à Moulins dans l'Allier. Elle est la fille de Georges Bidault (né circa 1848), agent d'assurances et petit propriétaire terrien et de Louise Françoise Augustine Traverse (née le 10 juillet 1860 à Thoissey (Ain) et morte le 17 juin 1901 à Moulins (Allier)).
Elle a 3 frères : François Louis Bidault, Paul Philibert Bidault (né le 14 août 1882 à Moulins (Allier) et mort le 24 octobre 1957)et Georges Bidault, et 2 sœurs : Marie Marguerite Edwige Bidault et Élisabeth Hélène Marie Bidault.

### Résistance
Marcelle Bidault fait partie du Mouvement Combat, dont son frère, Georges Bidault, est un membre du Comité directeur.

### Arrestation et internement

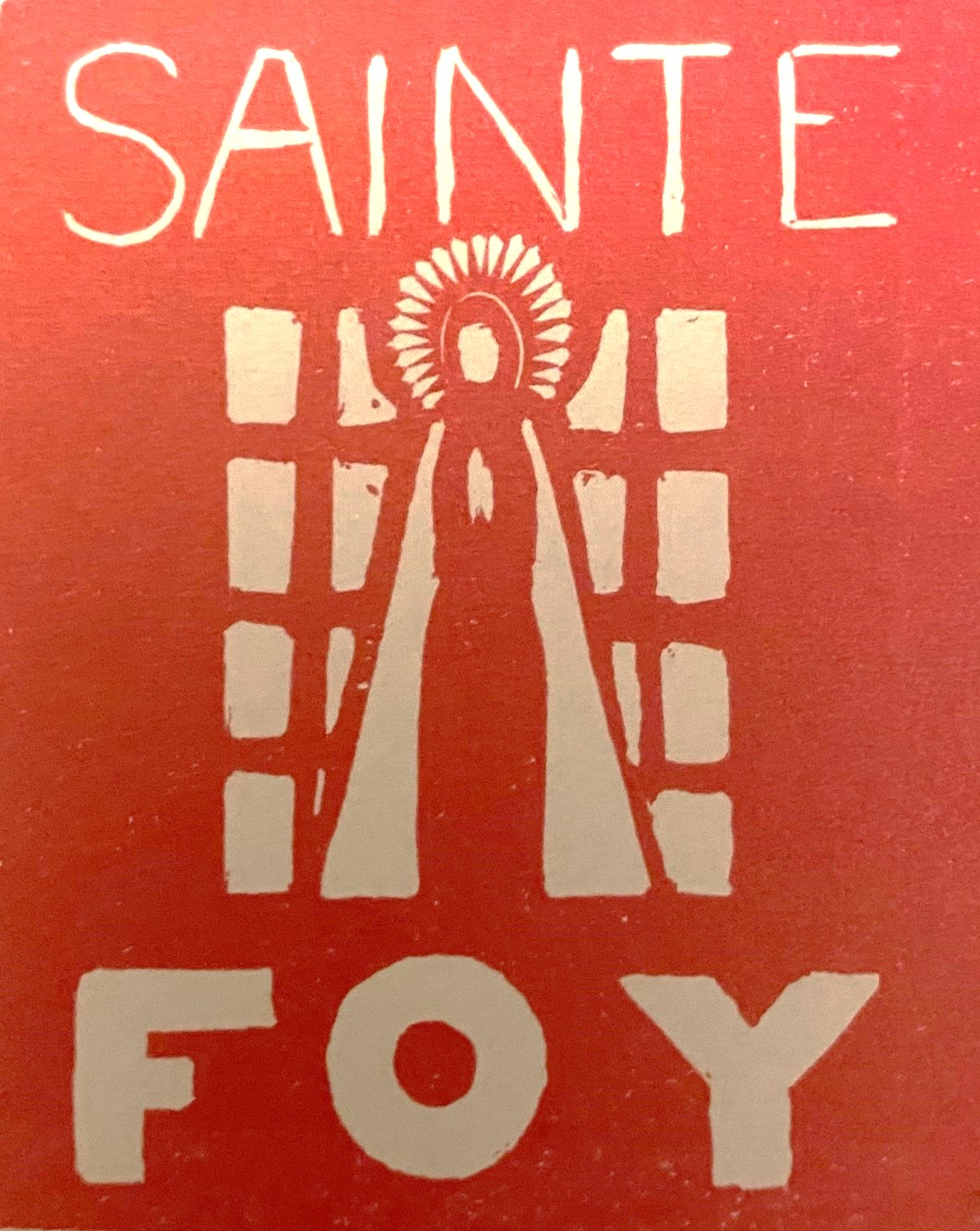
Étiquette de l'Œuvre Sainte-Foy.

Elle est arrêtée par la milice, sous la direction du commissaire de police Fourcade, le 13 juillet 1944 dans les locaux de l’Œuvre Sainte-Foy, cofondée par Marie-Hélène Lefaucheux et Yvonne Baratte, situés au no 60 rue des Saints-Pères, en même temps que 14 autres personnes.
Les miliciens l'emmènent dans leurs locaux situés rue de Monceau où elle est torturée ainsi que ses camarades.
Dix jours plus tard, elle est internée à la prison de la petite Roquette, où travaille Annette Monod.
Elle est camouflée en prisonnière de droit commun pour éviter la déportation. Comme toutes les détenues politiques de cette prison, elle est libérée le 17 août 1944 au soir.

### Torturée par laMilice
On lit dans L'Impartial publié à La Chaux-de-Fonds, le samedi 20 janvier 1945 :
« À titre documentaire ... Mlle Bidault : une grande figure de la Résistance française
De M. Robert Destez, dans « Paris-Soir » :
Ils étaient quatre à s'acharner sur une femme, à coups de nerf de bœuf. Trois pour la maintenir. Un pour frapper. Les quatre brutes étaient des miliciens — des Français. Elle, c'était une de la Résistance. On la connaissait sous le nom de Mme Beauchamp mais son nom est Marcelle Bidault . Son frère était M. X..., président du Conseil national de la Résistance, qui dirigeait la lutte clandestine. Cela se passait la veille du 14 juillet 1944, au troisième étage d'un immeuble de la rue de Monceau, dans une des deux pièces sordides qui servaient de geôle à une quinzaine de prisonniers.
Aujourd'hui, M. X... est devenu M. Georges Bidault, ministre des affaires étrangères du gouvernement provisoire de la République, le plénipotentiaire du traité franco-soviétique. Et aujourd'hui, Mlle Bidault donne le meilleur de son temps aux services du Comité d'organisation des œuvres sociales de la Résistance, dont elle dirige le secrétariat. Elle continue à servir, et vraiment on éprouve un scrupule à lui prendre quelques minutes pour réveiller en elle le souvenir des heures de torture.
C'est cette femme, pas très grande, aux gestes vifs, à la parole rapide, c'est ce visage qui rosit un peu quand elle s'anime à parler, que quatre robustes gaillards ont frappée avec une minutie de sadiques ? Il semble qu'on souffre pour elle, et à peine ose-t-on questionner. On a honte devant ces mots atroces : « Ils étaient quatre...Français... » Et puis on l'entend dire : — S'ils attendaient mes cris, ils se sont trompés. On ne m'a pas entendue crier. Et, elle ajoute avec un sourire qui s'excuse : — Une fois si, c'est vrai... mais, très bas, un gémissement. Et encore : — Je suis restée sourde d'une oreille, ensuite, pendant un mois ou deux. Elle sourit. Mais nous, c'est bien simple : nous en pleurions.Vingt mille Allemands pour dix-huit mille habitants. Mlle Bidault a vécu à Moulins sa prime jeunesse. Orpheline, sa mère étant morte de bonne heure, élevée comme son frère Georges, comme les autres enfants, par une sœur aînée. Moulins, avec ses vieilles maisons, ses gros pavés sertis d'herbe, peut-on évoquer plus de calme provincial ? Avant la guerre, elle avait acquis un titre d'infirmière à la Croix-Rouge. La voilà donc, en 1939, mobilisée à l’École de Saint-Cyr. Mais, après la débâcle, des infirmières, il y en avait plutôt trop... L'idée de revenir en zone occupée lui fait horreur. À Moulins, pour 18 000 habitants, il y avait 20 000 Allemands ! — Je suis allée à Marseille , et c'est en cherchant à « gagner ma vie » que je suis entrée au Commissariat du chômage féminin. Organisme qui tenait en fait à Vichy, mais où, déjà, on parlait pas mal de résistance. Ce fut là le départ, là que Mlle Bidault devait faire la connaissance d'une des plus pures figures de cette époque d'héroïsme souterrain, de cette Bertie Albrecht, fondatrice du groupe Combat, avec Henry Frenay. l'actuel ministre des prisonniers et réfugiés, Bertie Albrecht qui devait payer son dévouement de sa vie. Peut-être celle-ci eut-elle sur la sœur du ministre actuel une influence décisive. Mais il faut croire qu 'en dehors de toute influence, Marcelle Bidault était solidement habitée par la foi. Elle avait déjà rejoint le groupe formé autour de Tristan (aujourd'hui M. Teitgen, ministre de la guerre). Elle se chargeait de cent besognes à la fois passionnantes et monotones. Elle passait ses soirées penchée sur une machine à écrire... clandestine. Traquée, emprisonnée. Dès lors, elle connaît la vie anxieuse, traquée, des militants de la défense secrète. Un traître s'introduit dans la bande. On s'en aperçoit juste à temps. Trop juste : beaucoup sont arrêtés. Mlle Bidault parvient à s'enfuir, abandonnant ses bagages, avec un simple sac à main. Elle arrive à Paris. Pour recommencer ici, deux fois, elle doit changer de domicile. Auteuil d'abord, où elle fait venir deux camarades qu'elle appelle ses filles et qu'on prend pour telles dans son entourage : la concierge s'extasie un jour sur leur ressemblance avec la jeune maman. — J'ai failli éclater de rire. J'ai répondu : « Oh, elles ressemblent bien plus à leur père ! ». Nouvelle alerte. Nouvelle installation rue d'Aguessau. Et puis, le 13 juillet 1944, une souricière fut tendue au centre de réunion de la rue des Saints-Pères. On arrêtait Mlle Bidault. Le soir, c'était la scène abominable de la rue de Monceau. Mlle Bidault allait rester dix jours dans, ces deux pièces surpeuplées de détenus et où l'ordinaire se composait d'un peu d'eau, de temps à autre, d'un peu de pain sec toutes les vingt heures — sans compter le nerf de bœuf. Ensuite, elle fut transférée à la Petite-Roquette où nos vaillants miliciens, qui avaient sans doute d'autres tortures en tête, l'oublièrent jusqu'au jour où Paris grondant vers sa délivrance, ils songèrent tout à coup à s'occuper d'eux-mêmes. Le jour où Mlle Bidault sortit de prison, son frère et ses compagnons siégeaient au gouvernement, aux côtés du général de Gaulle »,.
Jean Thomassin, membre de la Gestapo française, est condamné à mort et exécuté par un peloton d'exécution le 19 août 1946, pour avoir torturé des résistants dont Marcelle Bidault.

### Hôtel Lutetia en 1945

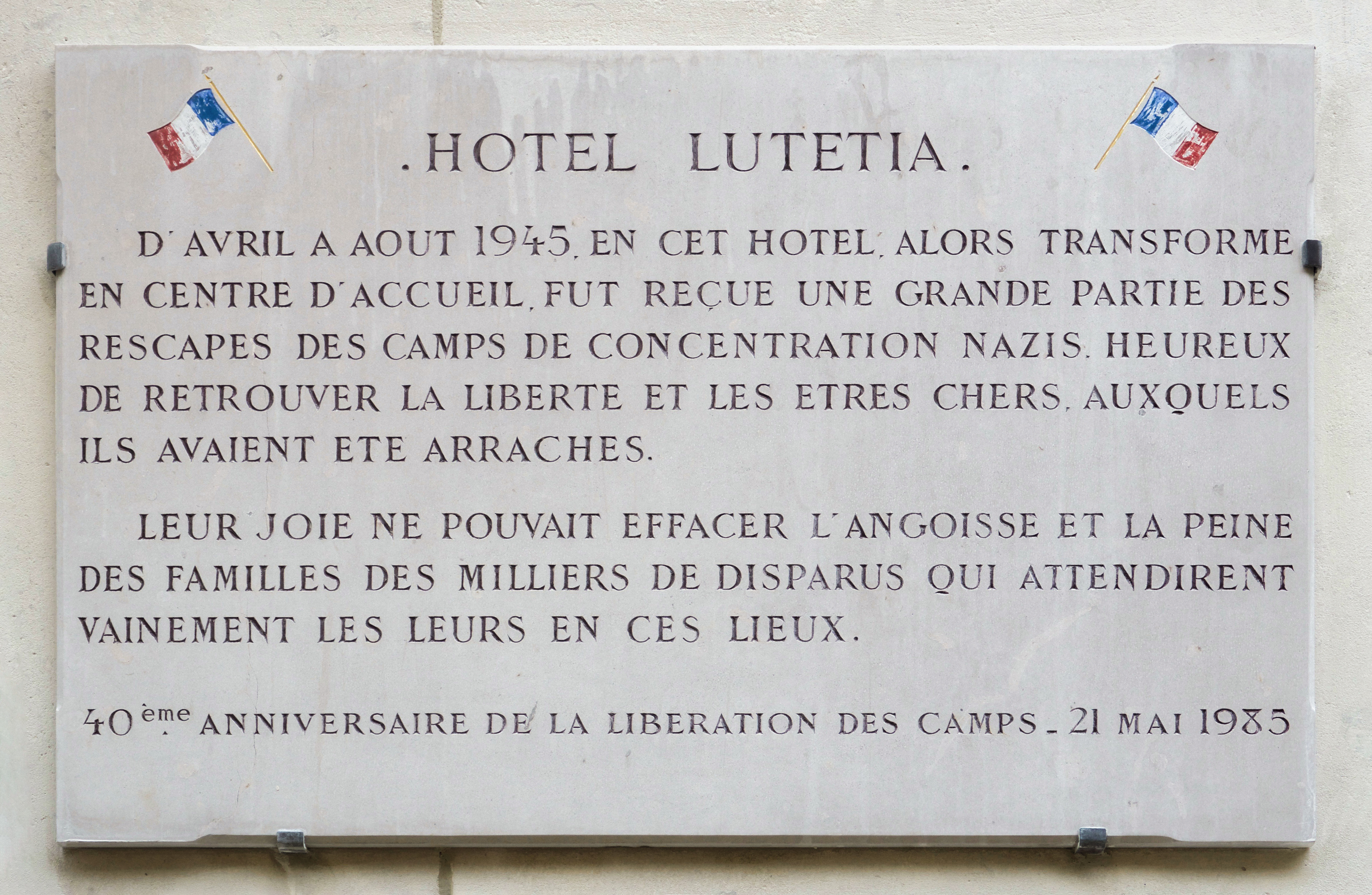
Plaque à l'hôtel Lutetia.

Lorsque le général de Gaulle décide de réquisitionner l'hôtel Lutetia en 1945 pour l'accueil des déportés, le centre est dirigé par trois femmes : Marcelle Bidault dite Elizabeth ou Agnès Bidault, résistante, et sœur de Georges Bidault, Denise Mantoux, du service social du Mouvement de Libération Nationale et Sabine Zlatin, fondatrice de la colonie des enfants d'Izieu pendant la Seconde Guerre mondiale,,,,.

## Distinctions
- Chevalier de la Légion d'honneur pour « services de guerre exceptionnels » (décret du 14 janvier 1948)[24]
- Médaille de la Résistance française avec rosette (décret du 24 avril 1946) sous le nom d'Agnès Bidault[25]
- Homologation au grade de « capitaine »[26]